# Johnny Matchefts
John Peter Matchefts, detto Johnny (Eveleth, 18 giugno 1931 – Colorado Springs, 10 novembre 2013), è stato un hockeista su ghiaccio statunitense.

## Palmarès

### Olimpiadi invernali
- 1 medaglia:
  - 1 argento (Cortina d'Ampezzo 1956)